# Théâtre de la Gaîté-Montparnasse
Ne doit pas être confondu avec le Théâtre de la Gaîté dans le 3e arrondissement.
Le théâtre de la Gaîté-Montparnasse est un théâtre parisien situé dans le quartier du Montparnasse, au 26, rue de la Gaîté, dans le 14e arrondissement. Il a été inauguré en 1868.

## Histoire

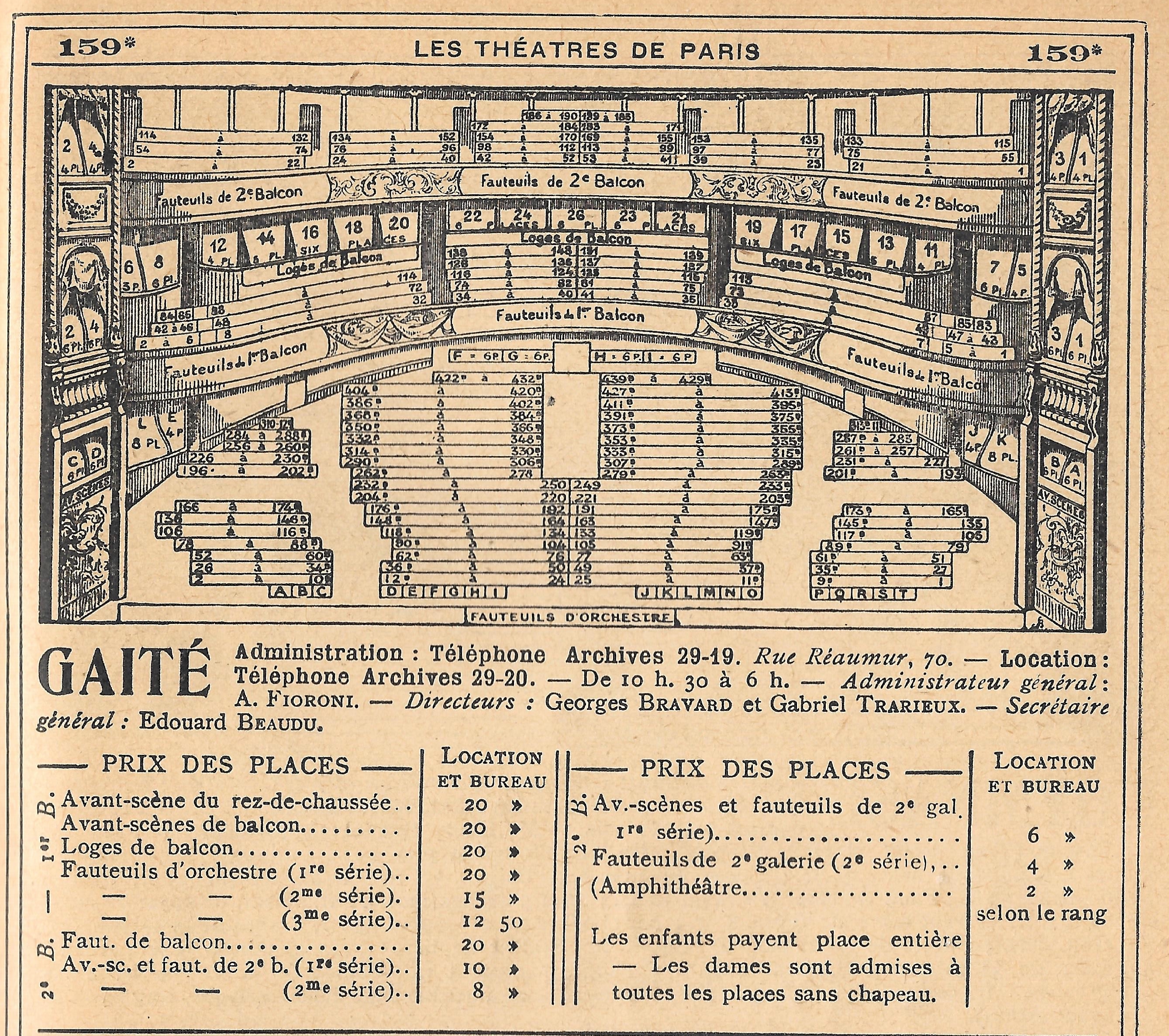
Plan du Théâtre de la Gaîté en 1925 avec prix des places et administration.

L'établissement fut édifié par le limonadier François Jamin, avec des matériaux récupérés de la démolition du théâtre de l'Exposition universelle de 1867. Seule la structure interne est conservée, la façade sur rue ne provient pas de l’Exposition. Ouvert en septembre 1868, c'est d'abord un café-concert, nommé Concert de la Gaîté-Montparnasse. L'entrée se situe alors Chaussée du Maine. Les plus grands artistes de l'époque s'y produisent, tels Polin, Yvette Guilbert, Fragson, Dorville, Dranem et Mayol.
Par la suite, une nouvelle entrée est ouverte rue de la Gaîté. L'éclairage au gaz est remplacé par l'électricité en 1896. On peut notamment y applaudir Colette, Maurice Chevalier ou Georgius.
Mais dans les années 1930, la mode du café-concert passe, et la Gaîté-Montparnasse décline peu à peu. Georgius reprend les rênes en 1933, embellit le lieu qu'il rebaptise Studio d’Art Comique, et monte de dispendieuses revues, pour finir ruiné deux ans plus tard. Durant la guerre, le music-hall revient à la mode et ce sont des chansonniers, dont la célèbre Fréhel, qui se  produisent à la Gaîté-Montparnasse.
De 1945 à 1949, l'établissement est loué par Agnès Capri, qui le transforme en théâtre d'avant garde, et le renomme Théâtre Agnès Capri. Repris ensuite par Thanos et Christine Tzingos avec Roger Blin, le théâtre ferme ses portes de 1955 à 1958. Il est alors racheté et entièrement rénové par Michel Fagadau, qui le dirige jusqu'en 1982.
Pourvue d'une salle de 399 places, la Gaîté-Montparnasse fait l’objet d’une inscription au titre des monuments historiques depuis le 3 avril 1984.
En 2010, 50 théâtres privés parisiens réunis au sein de l’Association pour le soutien du théâtre privé (ASTP) et du Syndicat national des directeurs et tourneurs du théâtre privé (SNDTP), dont fait partie la Gaîté-Montparnasse, décident d'unir leur force sous une enseigne commune : les Théâtres parisiens associés.
Le théâtre est accessible aux personnes en fauteuil roulant. Salle climatisée.

## Direction
- En 1925: Georges Bravard et Gabriel Tradieux [5]
- De 1945 à 1947 : Agnès Capri
- De 1982 à 1998 : Nicole Charmant
- De 1998 à nos jours Louis-Michel Colla et Angélique Thomas Colla

## Œuvres jouées et principaux acteurs
À partir de 1978, un système de double spectacle à 20 heures et 22 heures est instauré, dans lequel alternent variétés et théâtre 
- Font et Val
- Le Golden Gate Quartet
- Leny Escudero
- Jean-Roger Caussimon (1980)
- Hubert-Félix Thiéfaine
- Luis Rego
- Le Père Noël est une ordure, par la troupe du Splendid, avec Gérard Jugnot, Christian Clavier, Thierry Lhermitte, Anémone, Marie-Anne Chazel, Bruno Moynot.
- L'Os de cœur avec Francis Huster.
- Elle voit des nains partout avec Claire Nadeau.
- Le Jour le plus con de Philippe Bruneau.

- 1979 : On peut amener ses parents par et avec Les Z'Imbert et Moreau, Elfie Astier, Judith Henry

- 1982 : Vive les femmes de Reiser mise en scène Claude Confortès, avec Maurice Risch, Pauline Lafont, Roland Giraud
- 1983 : La Chienne dactylographe de Gilles Roignant, mise en scène Daniel Benoin, avec Jacques Dacqmine, Hélène Duc
- 1983 : Des jours et des nuits de Harold Pinter, mise en scène François Marthouret avec Bernard Murat
- 1983 : La Fausse Libertine d'après Crébillon fils, mise en scène Jacques Bachelier
- 1983 : Comment devenir une mère juive en dix leçons de Paul Fucks, mise en scène Tootie Masson, avec Marthe Villalonga, André Valardy
- 1984 : Chacun pour moi de C. A. Augereau, mise en scène Daniel Colas, avec Yves Rénier
- 1984 : Grand-père de Rémo Forlani mise en scène Michel Fagadau, avec Victor Lanoux puis Jean-Pierre Darras, et Nadine Alari
- 1985 : Love de Murray Schisgal, avec André Dussollier, Patrick Chesnais et Catherine Rich.
- 1986 : La Gagne de Michel Fermaud
- 1987 : reprise de Bonsoir Maman de Marsha Norman, mise en scène Lars Schmidt, avec Françoise Christophe et Catherine Rich
- 1987 : L'Éloignement de Loleh Bellon avec Pierre Arditi et Macha Méril
- 1988 : Joe Egg, adaptation de Claude Roy avec Patrick Chesnais et Sabine Haudepin
- 1988 : Nocturnes d'après Stefan Zweig avec Jacques Weber.
- 1989 : Frédéric Chopin avec Eric Berchot au piano et Philippe Ettesse
- 1989 : Faut pas tuer maman de Charlotte Keatley, adaptation Marcel Bluwal et Michel Fagadau, mise en scène Michel Fagadau, avec Danièle Lebrun, Catherine Frot, Viviane Elbaz et Anouk Grinberg

- 1990 : Un œil plus bleu que l'autre d'Evelyne Grandjean avec Jean-Pierre Cassel, et Dominique Labourier
- 1990 : Coiffures pour dames de Robert Harling, adapté par Claire Nadeau et Michèle Laroque, mise en scène Stéphane Hillel, avec Marthe Villalonga, Françoise Christophe, Geneviève Fontanel, Claire Maurier, Michèle Laroque et Annie Grégorio
- 1991 : reprise de Callas par Elizabeth Marocco, mise en scène de Dominique Lardenois
- 1991 : reprise de Voltaire et Rousseau de Jean-François Prévand avec Jean-Paul Farré et Jean-Luc Moreau
- 1992  : Passagères de Daniel Besnehard, mise en scène André Voustinas, avec Michèle Simonnet, Valérie Kaprisky, Philippe Delplanche
- 1992 : Nina de André Roussin, mise en scène Bernard Murat avec Jean Barney, Darry Cowl, Adriana Asti
- 1992 : Confidences pour clarinette de Michel Christofer, mise en scène Jean-Luc Moreau avec Pierre-François Roussillon, Paule Noelle, François Pacôme, Jean-Luc Moreau, François Perrot
- 1992 : La Contrebasse de Patrick Süskind, mise en scène Philippe Ferran, collaboration artistique de Jean Poiret, avec Jacques Villeret
- 1993: Ce qui arrive et ce qu'on attend de Jean-Marie Besset, mise en scène Patrice Kerbrat, avec Christophe Malavoy, Marie-France Pisier puis Claire Nadeau, Sabine Haudepin, Samuel Labarthe
- 1994 : Tempête sur le pays d'Égypte de Pierre Laville avec Brigitte Fossey et Manuel Blanc
- 1994 : Oleanna de David Mamet, mise en scène et avec Maurice Benichou, avec Charlotte Gainsbourg
- 1994 : Tour de chant de Régine.
- 1995 : La Musica deuxième de Marguerite Duras avec Fanny Ardant et Niels Arestrup, Les Eaux et Forêts de Marguerite Duras mise en scène de Tatiana Vialle avec Elisabeth Depardieu,  Aurore Clément et Jacques Spiesser
- 1996 : Qui a peur de Virginia Woolf ? de Edward Albee, mise en scène de John Berry
- 1996 : Robin des Bois d'à peu près Alexandre Dumas de Pierre-François Martin-Laval et Marina Foïs avec Les Robins des Bois et Isabelle Nanty

- 2002 : Cravate club de Fabrice Roger-Lacan, mise en scène Isabelle Nanty avec Charles Berling, Édouard Baer
- 2009 : Madame Butterlight de, mise en scène, et avec Véronique Genest

- 2010 : Arthur à la Gaîté, mis en scène par Josée Fortier
- 2010 : Sacha le magnifique de et avec Francis Huster, Lisa Masker et Elio Di Tanna
- 2010 : Les Frères Taloche, mise en scène d'Emmanuel Vacca
- 2011 : Une semaine, pas plus de Clément Michel, mise en scène d'Arthur Jugnot et David Roussel
- 2012 : Les Grands Moyens de Stéphane Belaïsch et Thomas Perrier, avec Cyril Garnier
- 2013 : Un homme trop facile d'Éric-Emmanuel Schmitt, avec Roland Giraud, mise en scène Christophe Lidon.
- 2014 : Cowboy Mouth de Sam Shepard  et Patti Smith, avec Marie Barraud et Cali
- 2014 : Des journées entières dans les arbres de Marguerite Duras, mise en scène Thierry Klifa, avec Fanny Ardant, Nicolas Duvauchelle, Agathe Bonitzer, Jean-Baptiste Lafarge
- 2014 : Rendez-vous en boite de Marc Esposito, avec Eric Berger, Atmen Kelif ou Nader Boussandel, Sandy Besse, Julie Bernard ou Jennifer Maria, Camille Bardery, Cindy Cayrasso
- 2014 : Coups de théâtre(s), de Sébastien Azzopardi, Sacha Danino, mise en scène de Sébastien Azzopardi avec Benoît Cauden, Alyzée Costes, Alexandre Guilbaud, Nicolas Martinez, Laurent Maurel, Olivier Ruidavet, Salomé Talaboulma
- 2014 - 2017 : Alain Choquette dans Drôlement magique de Alain Choquette et Ludovic-Alexandre Vidal avec Alain Choquette
- 2015 : Cet hiver, c'est Ferrier ah la Gaité, de Julie Ferrier, Anne Buffet, Katia Charmeaux, Bénédicte Guichardon, Véronic Joly, Brieuc Carpentier ou Régis Truchy
- 2015 : L'Appel de Londres de Philippe Lellouche, mise en scène de Marion Sarraut avec Vanessa Demouy, Philippe Lellouche, David Brécourt, Christian Vadim
- 2015 - 2017 : Molière malgré moi de et mise en scène de Francis Perrin
- 2015 : La Folle évasion de Angélique Thomas et Vincent Varinier, mise en scène de Eric Metayer avec Jean-Paul Delvor, Lydie Muller, Vincent Varinier, Angélique Thomas
- 2015 : Patrick Timsit. On ne peut pas rire de tout de Patrick Timsit, Jean-François Halin et Bruno Gaccio, mise en scène de Ahmed Hamidi avec Patrick Timsit
- 2015 - 2017 : Chatons violents de Océanerosemarie, mise en scène de Mikaël Chirinian avec Océanerosemarie
- 2016 - 2017 : Les Frères Taloche. Les Caves de Bruno et Vincent Taloche, mise en scène d'Alain Sachs, avec Bruno et Vincent Taloche.
- 2016 : Viktor Vincent. Emprise de Viktor Vincent, mise en scène de Nikola Carton avec Viktor Vincent
- 2016 : Garde alternée de Edwige Antier et Louis-Michel Colla, mise en scène de Hervé Van Der Meulen avec en alternance Patrick Poivre d'Arvor, Hervé Van Der Meulen, Alexandra Kazan, David Brecourt, Alexandra Sarramona, Camille Aguilar, Mathias Hugueno
- 2016 : Addition de Clément Michel, mise en scène de David Roussel avec Guillaume Bouchède, Stéphan Guerin-Tillie, Clément Michel
- 2016 : Ivo Livi ou le destin d'Yves Montand d'Ali Bougheraba et Cristos Mitropoulos, mise en scène de Marc Pistolesi avec Camille Favre-Bulle, Ali Bougheraba, Benjamin Falletto, Cristos Mitropoulos  et Olivier Selac
- 2016 : L'Amour dans tous ses états, de Guy Corneau, Danielle Proulx et Camille Bardery, mise en scène de Victoire Theismann avec Guy Corneau, Camille Bardery, Hervé Pauchon
- 2016 - 2019 : Le Bossu de Notre Dame d'après Victor Hugo, mise en scène d'Olivier Solivérès avec Clara Hesse, Arnaud Perron, Augustin de Monts ou Pierre Khorsand, Adrien Biry-Vicente
- 2016 : Flon-Flon ou la véritable histoire de l'humanité, de Pierre Lericq, mise en scène de Pierre Lericq et Manon Andersen
- 2017 : Lucky, de et avec Claudia Tagbo, mise en scène de Marie Guibourt
- 2017 : Ça coule de source de Louis Michel Colla, mise en scène de Marion Sarraut, avec Xavier Simonin, Marie Montoya, Hervé Dipari, Ana Pievic, Leanna Chea
- 2017 : Ma vie encore plus rêvée de et avec Michel Boujenah
- 2017 : Merci pour le bruit de Charlotte Gabris, mise en scène de Sarah Lelouch, avec Charlotte Gabris, Vincent Desagnat
- 2017 : Antoine Duléry nous refait son cinéma de et avec Antoine Duléry, mise en scène de Pascal Serieis
- 2017- 2018 : Camille en vrai de et avec Camille Lellouche
- 2017- 2019 : Duel Opus 3 mise en scène de Gil Galliot, avec Laurent Cirade, Nathalie Miravette
- 2018 : Tout en douceur de et avec Jérôme Commandeur, mise en scène de Jérôme Commandeur et Xavier Maingnon
- 2018 : La tête dans les étoiles d'Axelle Marine, Catherine Bauer, mise en scène d'Axelle Marine, avec Axelle Marine, Eric Blanc, Jérôme Benilouz, Valentine Kipp
- 2018 :  La Folle évasion de Angélique Thomas et Vincent Varinier, mise en scène de Eric Metayer avec Jean-Paul Delvor, Lydie Muller, Vincent Varinier, Angélique Thomas
- 2018 : La Moustâche de Fabrice Donnio et Sacha Judaszko, mise en scène de Jean-Luc Moreau, assistante Anne Poirier-Busson, avec Jean Benguigui, Fabrice Donnio, Sacha Judaszko, Pauline Lefèvre, Patrick Mille
- 2018 : Comment devenir magicien en moins de 57 minutes ?, mise en scène de Eric Antoine avec Calista Sinclair
- 2019 : Les Vice Versa. Imagine de et avec Anthony Figueiredo, Indiaye Zami, mise en scène de Régis Truchy
- 2019 : Le Crédit de Jordi Galceran, mise en scène d'Eric Civanyan assisté de Sylvie Paupardin, avec Didier Bénureau et Daniel Russo
- 2019 : Piano Furioso. Opus 2, mise en scène de Jérémy Ferrari avec Gilles Ramade
- 2019 : Marie-Thérèse Porchet, texte et mise en scène de Joseph Gorgoni et Pierre Naftule
- À partir du 27 septembre 2019 : Le Tour du Monde en 80 jours d'après Jules Verne, une comédie de Sébastien Azzopardi et Sacha Danino, avec Sébastien Azzopardi, Pierre Cachia, Erwan Creignou, Margaux Maillet, Benoît Tachoires.
- À partir du 3 octobre 2019 : Amoureux de Titoff et Amélie Borgese, collaboration artistique Patrick Timsit, avec Titoff et Roxane Turmel.
- À partir du 6 octobre 2019 :  Relire Aragon, avec Florent Marchet et Patrick Mille
- Octobre 2019 : Ernest et Célestine, tous en scène, de Caroline Magne, mise en scène de Caroline Magne et Olivier Hibal
- 2020 : Vive la Vie, texte, chorégraphie, musique et mise en scène par la Compagnie Interface
- 2020 : Bérengère Krief dans Amour, direction artistique Nicolas Vital. Nomination Molière de l'humour 2020. Reprise à partir du 05 novembre 2020.
- À partir du 7 octobre 2020 : L'Embarras du choix, création de Sébastien Azzopardi et Sacha Danino avec Alyzée Costes, Margaux Maillet, Sébastien Azzopardi, Erwan Creignou, Benoit Tachoires.
- À partir du 16 septembre 2021 : Arnaud Ducret dans That's Life, un spectacle d'Arnaud Ducret et Tom Villa.